# 斯普羅島
55°20′N 10°58′E / 55.333°N 10.967°E

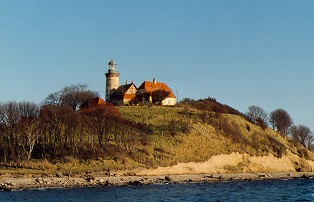

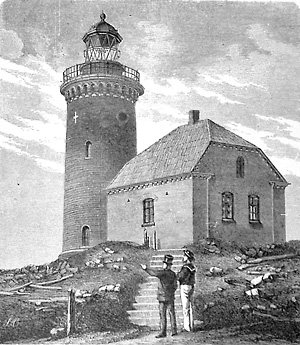

斯普羅島（丹麥語：Sprogø），是丹麥的島嶼，位於該國東南部西蘭大區，處於首都哥本哈根以西110公里，長2.1公里、寬1.8公里，面積1平方公里，最高點海拔高度2米。